# 자기 지뢰
자기 지뢰(영어:Mag Mine)는 스타크래프트 2 종족인 테란의 유닛이다. 스타크래프트 2의 캠페인과 협동전에서만 등장하는 유닛이다.

## 특징
자기 지뢰는 스타크래프트 2에서 새롭게 추가된 유닛으로 지상 공격 전용인 거미 지뢰와 달리 공중 공격 전용인 지뢰이다. 자기 지뢰의 영어 이름인 Mag Mine을 한글로 그대로 음역하면 맥 마인이 된다. 자기 지뢰는 적의 공중 유닛들을 상대로 강력한 광역 공격을 하여 피해를 주며 우주 정거장이란 건물에서 생산이 가능하다. 자기 지뢰를 생산하는데 필요한 자원과 생산 시간은 광물:20원, 생산 시간:41초이다. 유닛의 능력치는 체력:100, 기본 방어력:0, 공대공 공격력:100의 능력치를 가지고 있다. 자기 지뢰는 적인 공중 유닛이 사정권으로 들어오거나 적의 공중 유닛이 근처의 아군에 공격을 가할 때 적의 공중 유닛을 조준하여 발동하고 2.5초의 무적 상태로 발사되어 적의 공중 유닛들한테 피해를 준다. 이런 점이 있기 때문에 자기 지뢰는 공대공 공격을 못하는 밴시나 크루시오 공성 전차와 같이 지대공 공격을 못하는 테란 지상 유닛들의 호위 유닛으로 주로 사용된다.

## 같이 보기
- 스타크래프트
- 테란